# Valparaíso (película)
Valparaíso es una película chilena dirigida por Mariano Andrade. Trata el problema del tráfico de niños latinoamericanos para comerciar con ellos en el primer mundo.

## Argumento
Un barco atraca en el puerto de Valparaíso. Javier (Manuel Bandera) y José María (Toni Cantó) son dos marineros que se disponen a ir de juerga ese día. Javier regresa sin su compañero en taxi... Durante el trayecto atropellan a Marcela (Ángela Contreras), que guarda una turbulenta historia...

## Reparto
- Ángela Contreras como Marcela.
- Manuel Bandera como Javier Martínez.
- Toni Cantó como José María.
- Maricarmen Arrigorriaga como Gloria.
- Sebastián Dahm como Augusto.

- Datos: Q6159363